# Геракарци
Геракарци (грч. Γερακώνας, Гераконас) је насељено место у општини Пеонија у периферији Средишња Македонија, Грчка. Према попису из 2021. године било је 176 становника.
Према бугарском географу и историчару, Василу Канчову, у Геракарцима је 1900. године живело 380 Словена хришћана. Због притиска грчких власти до 1925. године принудно је исељено 215 мештана у Бугарску, а један део њих се преселио у Гуменџе. На њихово место су насељене 52 грчке избегличке породице из Понта и Анадолије (потомци Словена из Меглена). На попису из 1940. године Геракарци су имали 476 становника, од чега 10 Словена а остали су Грци.